# آيت بنموسى (مرزوقة آيت ميمون)
آيت بنموسى هو دُوَّار يقع بجماعة مقام الطلبة، إقليم الخميسات، جهة الرباط سلا القنيطرة في المملكة المغربية. ينتمي الدوّار لمشيخة مرزوقة آيت ميمون التي تضم 3 دواوير. يقدر عدد سكانه بـ 2361 نسمة حسب الإحصاء الرسمي للسكان والسكنى لسنة 2004.

## وصلات خارجية
- البوابة الوطنية للجماعات الترابية
- المندوبية السامية للتخطيط